# الزوك الغربية
قرية الزوك الغربية هي إحدى القرى التابعة لمركز المنشأة بمحافظة سوهاج في جمهورية مصر العربية. حسب إحصاءات سنة 2006، بلغ إجمالي السكان في الزوك الغربية 8307 نسمة، منهم 4348 رجل و3959 امرأة.